# Littorinidae
Littorinidae (nomeadas, em inglês, periwinkle ou prickly-winkle -sing.; significando "buzina graciosa" ou, no segundo termo, "buzina cheia de espinhos") é uma família de moluscos gastrópodes marinhos, litorâneos e herbívoros, classificada por John George Children, em 1834, e pertencente à subclasse Caenogastropoda, na ordem Littorinimorpha. Sua distribuição geográfica abrange principalmente os oceanos de clima tropical e temperado da Terra, principalmente em habitat costeiro de costões e arrecifes da zona entremarés, onde se fixam em rochas ou árvores de mangue, em estuários.

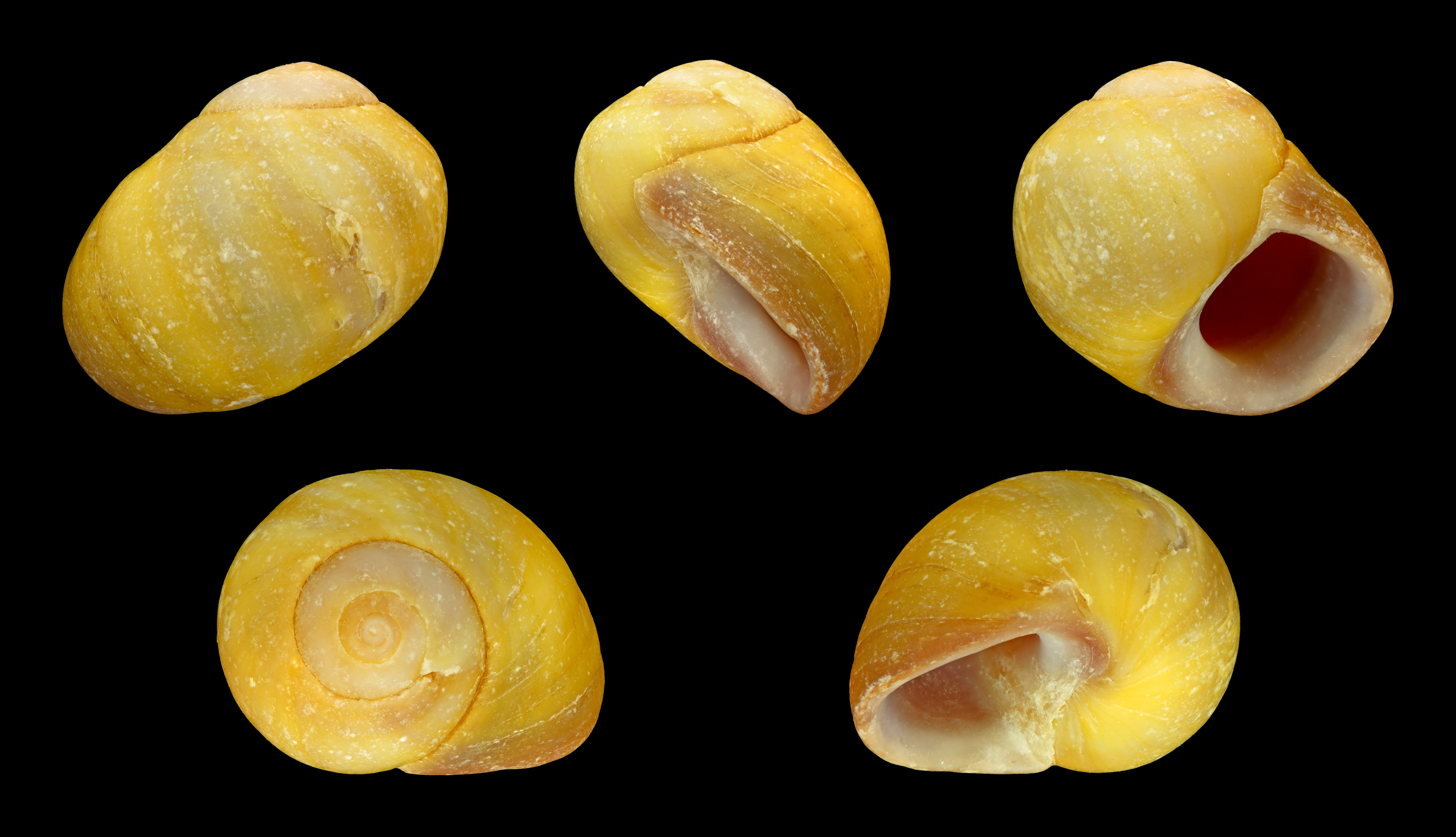
Cinco vistas da concha de Littorina obtusata (Linnaeus, 1758), espécime proveniente da Normandia, França; uma espécie da zona entremarés da Europa e América do Norte.

## Descrição
Compreende, em sua totalidade, caramujos ou búzios de conchas cônicas ou esféricas, sem madrepérola ou canal sifonal, de coloração geralmente bastante monótona e com espiral mais ou menos alta, atingindo dimensões de até cinco centímetros (em Tectarius), mas normalmente bem pequenas; cobertas com um relevo de linhas espirais ou muito esculpido, em sua maioria, às vezes com desenhos e marcações. Suas espécies geralmente não são dotadas de umbílico; mas todas apresentam um opérculo córneo, plano e paucispiral (com poucas voltas); auxiliando o molusco a reter água durante os períodos de estiagem, na maré baixa. Sua abertura pode ser arredondada ou subquadrada e seu lábio externo é fino. A espessura de suas conchas depende de suas condições de vida sob as ondas. Cabeça com dois longos tentáculos, tendo olhos escuros em sua base. Pé largo e quadrado, dividido longitudinalmente em duas partes. Quando rastejando, cada lado do pé progride alternadamente.

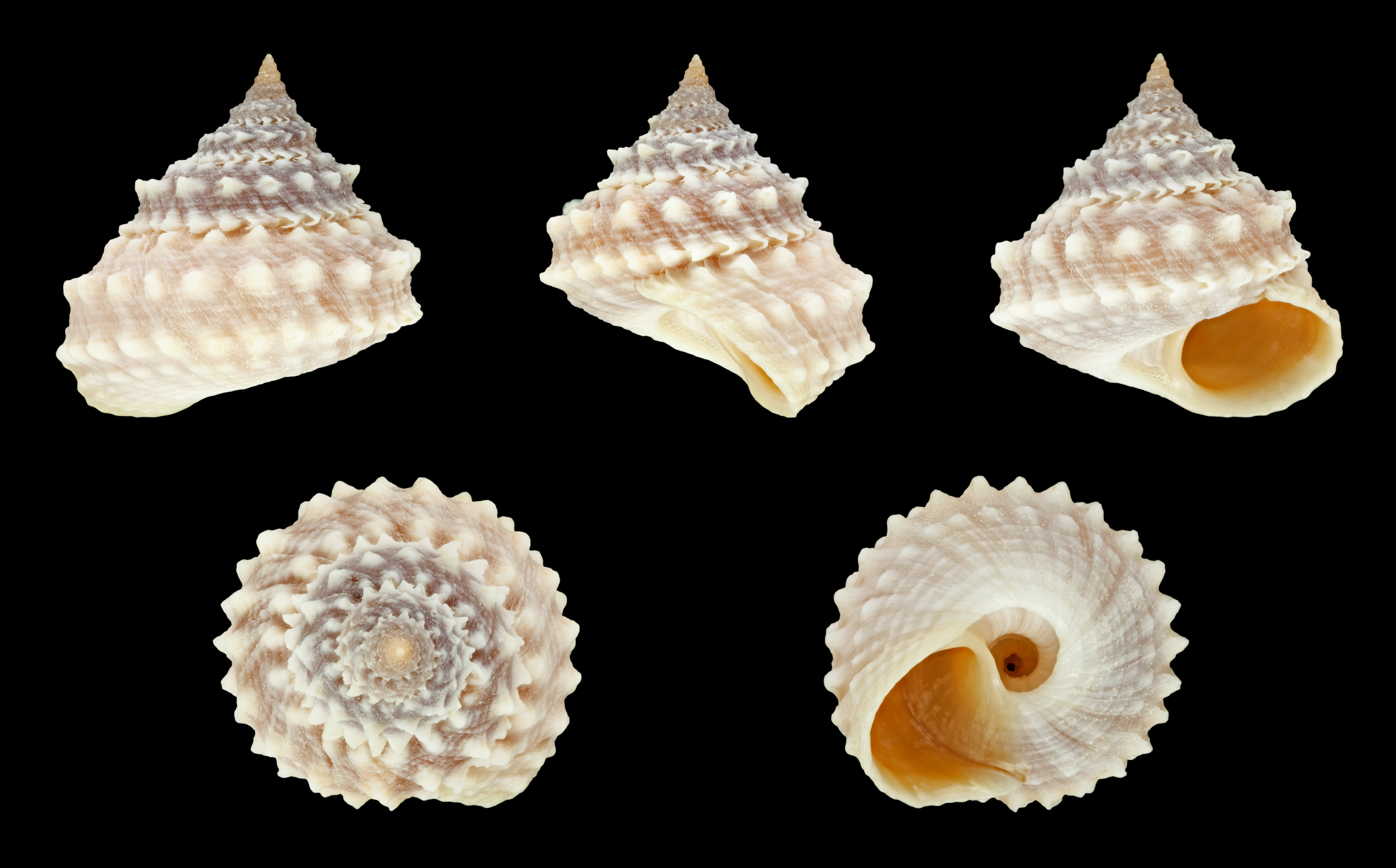
Cinco vistas da concha de Tectarius cumingii (Philippi, 1846)[15], onde é bem visível a observação de seu umbílico; espécime da Indonésia.

## Água doce
A família Littorinidae é quase exclusivamente marinha, mas um único gênero de água doce, Cremnoconchus, é conhecido. Seus membros são restritos a córregos montanhosos na escarpa oeste dos Gates Ocidentais, na Índia, em altitudes entre 300 e 1.400 metros.

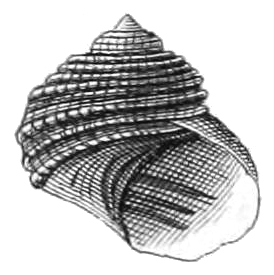
Ilustração (1863) de uma concha do gênero Cremnoconchus W. T. Blanford, 1869[7], os únicos Littorinidae de água doce.

## Classificação deLittorinidae: subfamílias e gêneros viventes

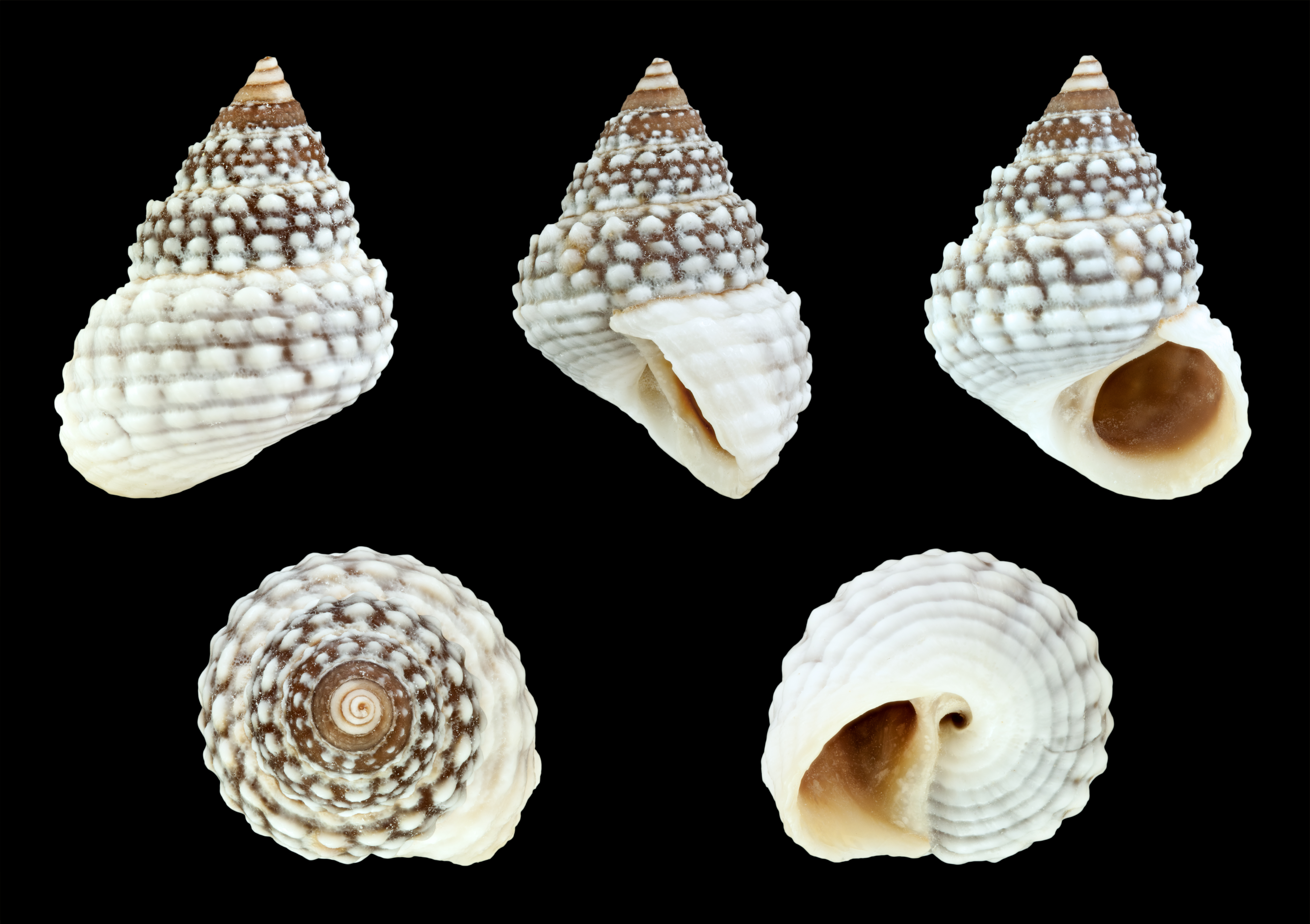
Cinco vistas da concha de Cenchritis muricatus (Linnaeus, 1758), espécime proveniente da Flórida, Estados Unidos; uma espécie da América Central ao golfo da Califórnia, golfo do México e mar do Caribe.

De acordo com o World Register of Marine Species, suprimidos os sinônimos e gêneros extintos.
Subfamília Lacuninae Gray, 1857
Bembicium Philippi, 1846
Cremnoconchus W. T. Blanford, 1869
Lacuna W. Turton, 1827
Pellilitorina Pfeffer in Martens & Pfeffer, 1886
Risellopsis Kesteven, 1902
Subfamília Laevilitorininae Reid, 1989
Laevilacunaria Powell, 1951
Laevilitorina Pfeffer, 1886
Subfamília Littorininae Children, 1834
Afrolittorina Williams, Reid & Littlewood, 2003
Austrolittorina Rosewater, 1970
Cenchritis Martens, 1900
Echinolittorina Habe, 1956
Littoraria Gray, 1833
Littorina Férussac, 1822
Mainwaringia G. Nevill, 1885
Melarhaphe Menke, 1828
Nodilittorina Martens, 1897
Peasiella G. Nevill, 1885
Rufolacuna Ponder, 1976
Tectarius Valenciennes, 1832
- Cinco vistas da concha de Cenchritis muricatus (Linnaeus, 1758), espécime proveniente da Flórida, Estados Unidos; uma espécie da América Central ao golfo da Califórnia, golfo do México e mar do Caribe.[18]